# 桜貝 (バラ)

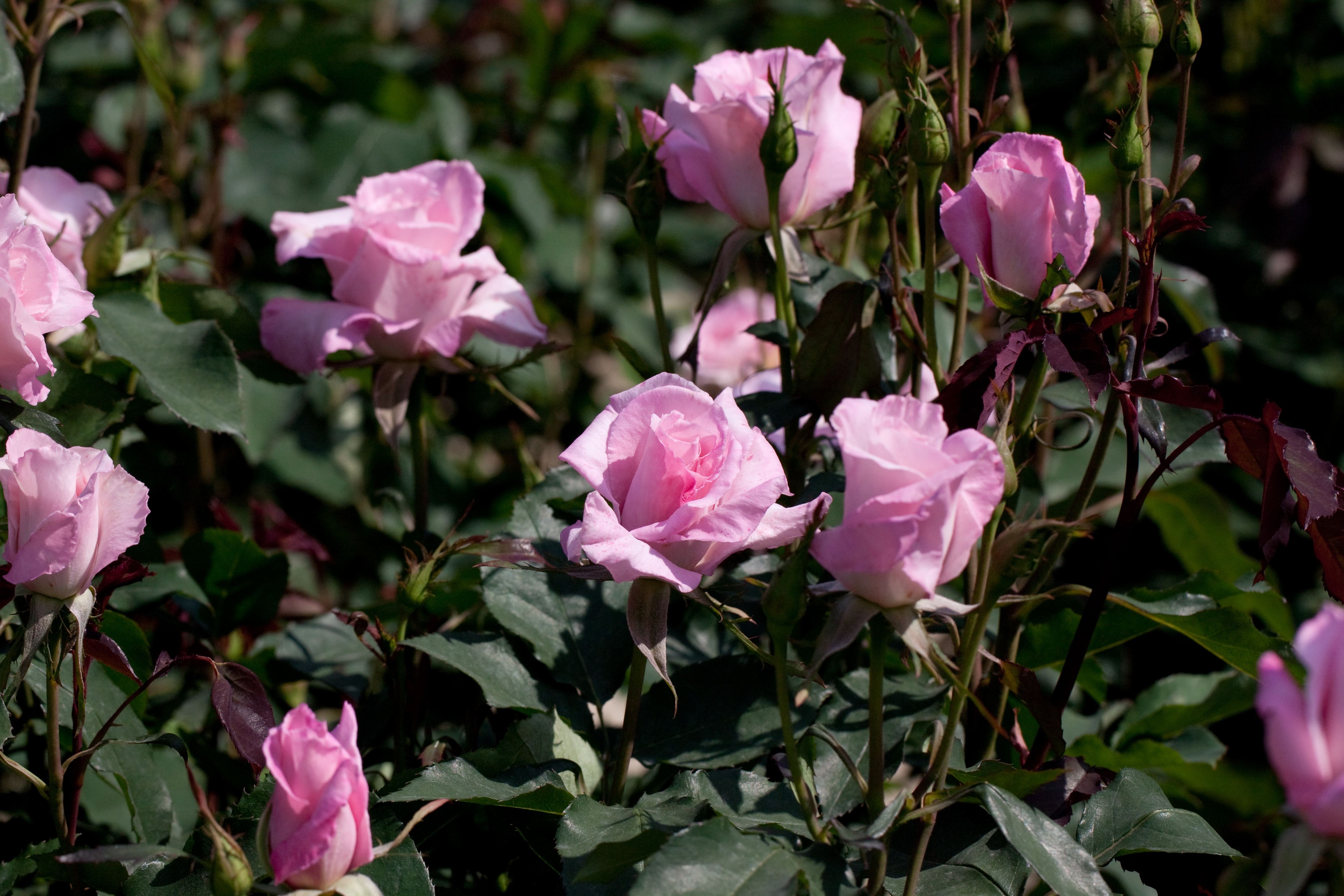
桜貝 (フロリバンダ)

桜貝は、バラの園芸品種の1つ。同名の品種が2種類存在 (フロリバンダとミニバラ) するので注意が必要である。

## フロリバンダ
フロリバンダの方の桜貝は1996年に日本で、平林浩によって作出された。
四季咲き・直立性のフロリバンダ系のバラで、澄んだピンク色の中大輪を咲かせる。交配種は、実生×実生。ピンク色の中に淡いシルバーグレーの色合いが混じる。樹高は1.2m、株張り50cmに育つ。花は半剣弁高芯咲き、5輪程度の房咲きになり、花径は6-9cm、花弁は20弁からなる。花付きがとてもよい。開花サイクルが短く、夏・秋ともによく咲く。また、花もちもとてもよい。花の香りは弱く微香。花弁が固く、雨でも最後まで傷みにくい。棘は少ない。枝ぶりはやや荒い。成長するとシュートの発生が段々と少なくなる。樹勢、耐病性はともに普通。黒点病に耐病性があるとの評もある。耐寒性に優れる。悪条件下でも成育する。1996年に、日本バラ会のJRC金賞を受賞した。

## ミニバラ
ミニバラの方の桜貝は1979年に日本で、山崎和子によって作出された。
四季咲き・直立性のミニバラ。交配種は、母・弥生、父・Beauty Secret。樹高0.4m、株張り30cmの矮小種である。ピンク色の覆輪の小さな花を咲かせる。花径は約2cm。花型は半八重咲き、円錐状に房咲きになる。花は、同じミニバラの八女津姫に似ているが、本品種の方が一回り大きい。葉は照り葉で小さく、山野草的な印象を与える。樹勢は非常に強く、シュートもよく発生する。強健種で地植えにも適するが、ハダニにやや弱い。